# Philipp Hosiner
Philipp Hosiner (ur. 15 maja 1989 w Eisenstadt) – austriacki piłkarz grający na pozycji napastnika. Od 2016 roku jest zawodnikiem klubu 1. FC Union Berlin.

## Kariera klubowa
Swoją karierę piłkarską Hosiner rozpoczynał w klubie TSV 1860 Monachium. Następnie kolejno grał w takich klubach jak: SV Sandhausen, First Vienna, Admira Wacker i Austria Wiedeń. 16 czerwca 2014 roku podpisał 3–letni kontrakt z pierwszoligowym francuskim klubem Stade Rennais FC. W sezonie 2015/2016 był z niego wypożyczony do 1. FC Köln. Latem 2016 roku został zawodnikiem klubu 1. FC Union Berlin.
| Sezon   | Klub             | Kraj    | Rozgrywki  | Mecze | Bramki | Rozgrywki Europy   | Mecze | Bramki |
| ------- | ---------------- | ------- | ---------- | ----- | ------ | ------------------ | ----- | ------ |
| 2009/10 | SV Sandhausen    | Niemcy  | 3. liga    | 20    | 1      | -                  | -     | -      |
| 2010/11 | First Vienna     | Austria | Erste Liga | 33    | 12     | -                  | -     | -      |
| 2011/12 | Admira Wacker    | Austria | Bundesliga | 32    | 10     | -                  | -     | -      |
| 2012/13 | Admira Wacker    | Austria | Bundesliga | 6     | 5      | Liga Europy UEFA   | 4     | 2      |
| 2012/13 | Austria Wiedeń   | Austria | Bundesliga | 30    | 27     | -                  | -     | -      |
| 2013/14 | Austria Wiedeń   | Austria | Bundesliga | 34    | 14     | Liga Mistrzów UEFA | 10    | 2      |
| 2014/15 | Stade Rennais FC | Francja | Ligue 1    | 11    | 0      | -                  | -     | -      |
| 2015/16 | 1. FC Köln       | Niemcy  | Bundesliga | 15    | 1      | -                  | -     | -      |

Stan na: koniec sezonu 2015/2016

## Kariera reprezentacja
W reprezentacji Austrii zadebiutował w 2011 roku. Do 17 października 2013 roku rozegrał w niej 5 meczów, w których zdobył dwie bramki.